# 阿治古神社
阿治古神社（あじこじんじゃ）は、静岡県熱海市網代にある神社。式内社論社。社格は旧村社。例大祭は7月19日から7月21日であり、例大祭で行われる阿治古神社鹿島踊は熱海市無形文化財。

## 祭神
- 天照大神（あまてらすおおみかみ）
- 手力男命（あめのたぢからお）
- 誉田和気命（ほむたわけのみこと）
- 栲幡千千姫命（たくはたちぢひめのみこと）

（なお、伊豆大島には、三嶋大明神と「羽分の大后」（波浮比咩命）の長男である「阿治古命」が祀られた大宮神社（噴火による移転前の古社名は阿治古神社）があるため、この網代の阿治古神社は、その避難的分社・遥拝所だった可能性もあるが、現在では両社の関係性は不明。）

## 歴史
創建年は不明。『延喜式神名帳』内にある式内社である阿治古神社（伊豆国賀茂郡）に比定されているが、他の有力論社として伊豆大島の大宮神社（祭神・阿治古命）もある。もとは網代集落の南にある朝日山に鎮座していたが、正保3年（1647年）以前に集落に近い現在地に移転した。
阿治古神社の神主を務める高杉家は元来、地理的に近い（東方海上にある）初島の初木神社の神主も兼ねており、当家には鎌倉時代のものと推定される初木神社の御正体（懸仏）が遺されている。（現在、初木神社の神事は、初木姫の神話でつながりのある伊豆山神社が行なっている。）
天正18年（1591年）には豊臣秀吉が小田原征伐を行った。秀吉は網代村に対して厚木城を攻めるための軍船を出すことを命じ、網代村からは30艘が出船した。厚木城は無事に陥落したことから、秀吉は阿治古神社に対して褒美を与え、「流れ瓢箪（ながれふくべ）」の幕染めや帯刀を許可した。現在でも祭礼時には、御神船「両宮丸（りょうぐうまる）」とその奉仕者は流れ瓢箪の印がある幕染めを使用している。さらに、徳川家光の治世に徳川将軍家の御座船である安宅丸を江戸に曳航した際、徳川将軍家より「白の吹き流し」が許可されたと伝わる。
1923年（大正12年）9月1日には関東大震災が発生し、阿治古神社の社殿が倒壊した。1926年（大正15年）7月、工費3万5000円で現在の社殿が完成した。
2020年（令和2年）には新型コロナウイルス感染症の世界的流行の影響によって例大祭が中止された。2021年（令和3年）には新コロの影響で2年連続の中止となった。

## 祭礼
毎年7月19日から7月21日の3日間（あるいは、それに近い週末）には例大祭が行われ、19日が宵宮祭、20日が本祭り、21日が後祭りとされている。最終日には、網代漁港で「網代ベイフェスティバル」が行われる。
例大祭では神輿の御神船「両宮丸」が網代の町に繰り出す御神幸行列が行われる。豊臣秀吉によって許可された波線状の模様「流れ瓢箪」の幕染め、徳川将軍家によって許可された「白の吹き流し」が使用される。御神幸行列は単に「網代の祭り」とも呼ばれる。
例大祭では阿治古神社鹿島踊も行われるが、踊りの歌詞を書き記すことは禁じられ、口伝によって伝えられている。伊豆半島東海岸には鹿島踊りを行う地域が多数ある。

## 境内

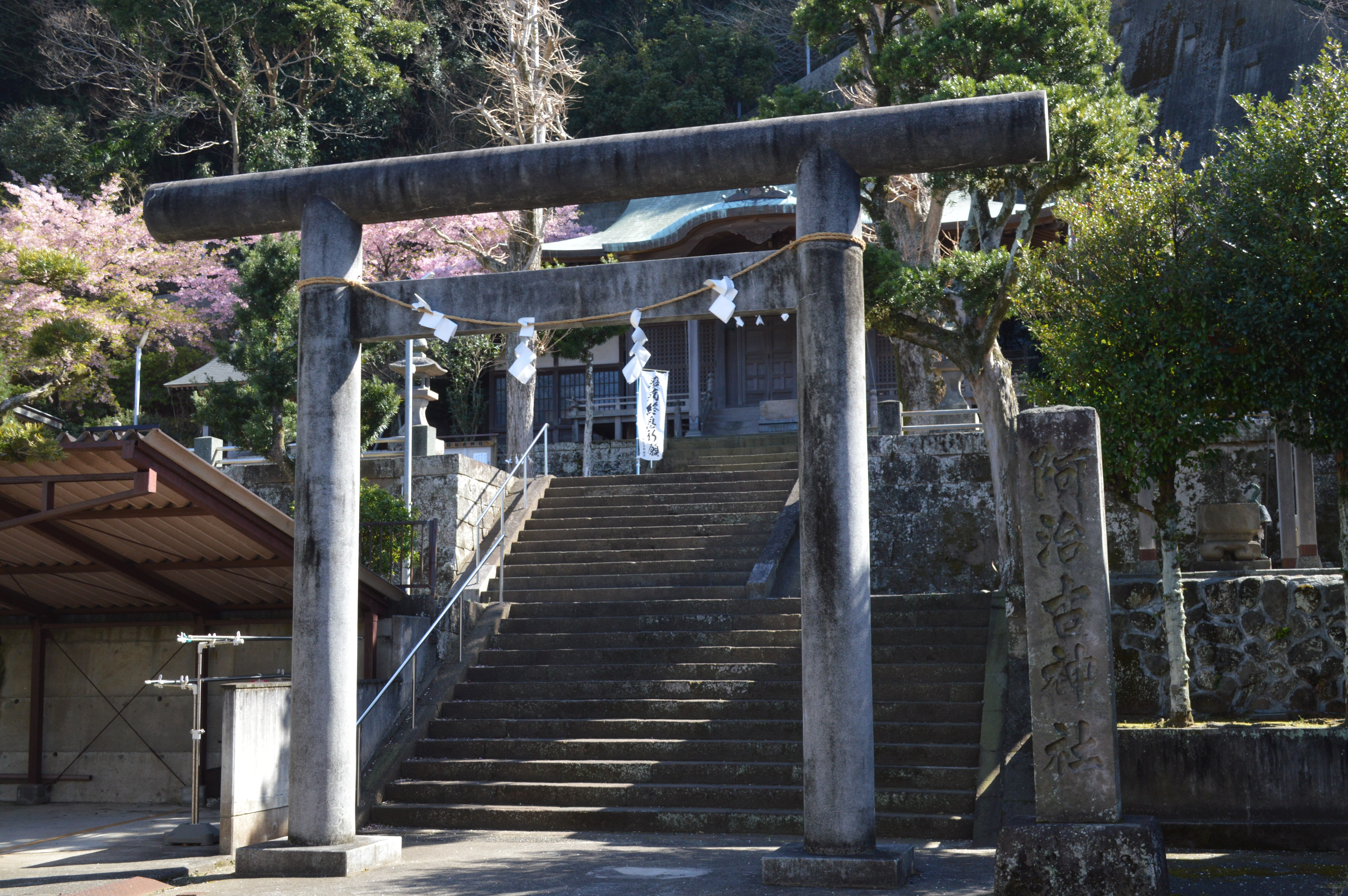
鳥居と境内

- 本殿
- 拝殿
- 鳥居

### 境内社
- 海積神社
- 八坂神社
- 稲荷神社
- 浅間神社
- 金毘羅神社

### 植物
- 大漁桜（タイリョウザクラ） - 1998年（平成10年）頃に漁業関係者から寄贈され、本殿脇に2本植栽されている[8]。

## 文化財

### 熱海市無形文化財
- 阿治古神社鹿島踊

## 現地情報
所在地
- 413-0103 静岡県熱海市網代172

交通アクセス
- JR伊東線網代駅より徒歩約10分。
- 東海バス : バス停「宮町」下車。北側から回り込む形で徒歩1分。